# Мясник (рестлер)
Эндрю Уильямс (англ. Andrew Williams, род. 12 декабря 1977 года) — американский музыкант и рестлер, известный как ритм-гитарист группы Every Time I Die. Как рестлер выступает в All Elite Wrestling (AEW) под именем Мясник.

## Карьера в музыке
Уильямс стремился стать рестлером и тренировался в Renegade Wrestling Association в Онтарио, Канада в течение шести месяцев, пока не получил травму колена. Во время перерыва он научился играть на гитаре и вместе с ведущим гитаристом Джорданом Бакли и барабанщиком Майклом Новаком организовал группу Every Time I Die. Он участвовал в каждом релизе группы и не пропустил ни одного живого выступления до января 2020 года, когда он выступил против Даймонда Далласа Пейджа и Дастина Роудса на AEW Bash at the Beach. С января по март Every Time I Die записывали свой девятый альбом и должны были отправиться в турне в июне в поддержку Parkway Drive и Hatebreed, но оно было отложено из-за пандемии COVID-19. Поскольку он не мог гастролировать с группой, то смог продолжить работу в AEW, так как они базируются в Джексонвилле, а Флорида считает рестлинг важным бизнесом, имеющим решающее значение для экономики штата.

## Карьера в рестлинге
В середине 2010-х годов Уильямс возобновил свои тренировки с Джошем Барнеттом. Он продолжал работать с Барнеттом, но только спорадически, так как он не живет в Калифорнии. Летом 2015 года он начал работать на независимой сцене и участвовал в Smash Wrestling и в Progress Wrestling. 
В марте 2017 года Уильямс выступил на шоу Джоуи Джанелы Spring Break, успешно объединившись с Пенелопой Форд в межгендерном матче против Джесси Гильметта и его жены Элли. В сентябре Уильямс и Гильметт начали регулярно работать в команде друг с другом, в итоге создав команду «Мясник и Лезвие».

### All Elite Wrestling (2019–н.в.)
27 ноября 2019 года на Dynamite Уильямс (теперь известный под именем Мясник) дебютировал в All Elite Wrestling (AEW), напав на Коди вместе с Лезвием (Джесси Гильметт) и Кроликом. Позже стало известно, что «Мясник и Лезвие» были наняты MJF, что усилило его вражду с Коди. 11 декабря на Dynamite Мясник выиграл свой первый матч в AEW, когда он и Лезвие победили Коди и QT Маршалла.
15 января 2020 года Уильямс впервые за двадцать два года пропустил концерт в Париже, чтобы выступить на шоу Bash at the Beach. MJF, Мясник и Лезвие победили QT Маршалла, Даймонда Далласа Пейджа и Дастина Роудса в матче шести человек.

## Титулы и достижения
- Pro Wrestling Illustrated
  - № 315 в топ 500 рестлеров в рейтинге PWI 500 в 2020[9]
- Pro Wrestling Rampage
  - Командный чемпион PWR (1 раз) – с Бракстоном Саттером[10]